# O Universal (suplemento ilustrado)
O Universal, suplemento ilustrado dirigido por Celso Hermínio foi publicado em Lisboa, no ano de 1892, por Manuel Luís da Cruz.